# Halowe Mistrzostwa Świata w Lekkoatletyce 2022 – siedmiobój mężczyzn
Siedmiobój mężczyzn – jedna z konkurencji technicznych rozgrywanych podczas halowych lekkoatletycznych mistrzostw świata w Štark Arena w Belgradzie.
Tytułu mistrzowskiego z 2018 nie bronił Francuz Kévin Mayer.

## Terminarz
| Data     | Godzina |                                |
| -------- | ------- | ------------------------------ |
| 18 marca | 09:56   | Bieg na 60 metrów              |
| 18 marca | 10:40   | Skok w dal                     |
| 18 marca | 12:06   | Pchnięcie kulą                 |
| 18 marca | 19:05   | Skok wzwyż                     |
| 19 marca | 09:33   | Bieg na 60 metrów przez płotki |
| 19 marca | 10:45   | Skok o tyczce                  |
| 19 marca | 19:40   | Bieg na 1000 metrów            |

## Rekordy
W poniższej tabeli przedstawiono (według stanu przed rozpoczęciem mistrzostw) halowe rekordy świata, poszczególnych kontynentów, halowych mistrzostw świata oraz najlepszy wynik na listach światowych w 2022.
|                                   | Zawodnik           | Wynik     | Miejsce      | Data                  |
| --------------------------------- | ------------------ | --------- | ------------ | --------------------- |
| Halowy rekord świata              | Ashton Eaton       | 6645 pkt. | Stambuł      | 10 marca 2012(dts)    |
| Rekord halowych mistrzostw świata | Ashton Eaton       | 6645 pkt. | Stambuł      | 10 marca 2012(dts)    |
| Halowy rekord Afryki              | Larbi Bouraada     | 5911 pkt. | Paryż        | 28 lutego 2010(dts)   |
| Halowy rekord Ameryki Południowej | Gonzalo Barroilhet | 5951 pkt. | Fayetteville | 15 marca 2008(dts)    |
| Halowy rekord Ameryki Południowej | Carlos Chinin      | 5951 pkt. | Tallinn      | 3 lutego 2014(dts)    |
| Halowy rekord Ameryki Północnej   | Ashton Eaton       | 6645 pkt. | Stambuł      | 10 marca 2012(dts)    |
| Halowy rekord Australii i Oceanii | Gary Haasbroek     | 5949 pkt. | Houston      | 26 stycznia 2019(dts) |
| Halowy rekord Azji                | Dmitrij Karpow     | 6229 pkt. | Tallinn      | 16 lutego 2008(dts)   |
| Halowy rekord Europy              | Kévin Mayer        | 6479 pkt. | Belgrad      | 5 marca 2017(dts)     |
| Listy światowe                    | Garrett Scantling  | 6382 pkt. | Spokane      | 27 lutego 2022(dts)   |

## Wyniki
| WR – rekord świata \| CR – rekord mistrzostw świata \| NR – rekord kraju \| AR – rekord kontynentu \| WL – najlepszy wynik na listach światowych w sezonie 2022 \| SB – najlepszy wynik w sezonie \| PB – rekord życiowy |

### Klasyfikacja końcowa
Źródło: World Athletics.
| Pozycja | Zawodnik                  | Reprezentacja     | Punkty | Uwagi   |
| ------- | ------------------------- | ----------------- | ------ | ------- |
| 01 !    | Damian Warner             | Kanada            | 6489   | WL · NR |
| 02 !    | Simon Ehammer             | Szwajcaria        | 6363   | NR      |
| 03 !    | Ashley Moloney            | Australia         | 6344   | AR      |
| 4.      | Hans-Christian Hausenberg | Estonia           | 6191   | PB      |
| 5.      | Andri Oberholzer          | Szwajcaria        | 6099   | PB      |
| 6.      | Steve Bastien             | Stany Zjednoczone | 6074   | PB      |
| 7.      | Jorge Ureña               | Hiszpania         | 6049   | SB      |
| 8.      | Lindon Victor             | Grenada           | 6029   | NR      |
| 9.      | Karel Tilga               | Estonia           | 5964   | SB      |
| 10.     | Dario Dester              | Włochy            | 5929   |         |
| 11 !    | Garrett Scantling         | Stany Zjednoczone | DNF    |         |
| 11 !    | Kai Kazmirek              | Niemcy            | DNF    |         |